# Museu Marítimo Nacional (Reino Unido)
O Museu Marítimo Nacional (em inglês: National Maritime Museum) é um museu marítimo localizado em Greenwich, Londres, dedicado à Marinha do Reino Unido, sendo o maior do mundo neste estilo. Foi inaugurado em 27 de abril de 1937 pelo rei Jorge VI.

## Medalha Caird
A Medalha Caird foi instituída em 1984 para destacar o aniversário de 50 anos do National Maritime Museum Act de 1934 que estabeleceu o museu. A medalha é concedida anualmente para "uma pessoa individual que, na opinião dos curadores do Museu Marítimo Nacional, realizou trabalhos visivelmente importantes no campo de interesse do museu sendo de natureza que envolve comunicação com o público." A medalha é denominada em memória de Sir James Caird (1864–1954), o principal doador na fundação do National Maritime Museum.
A concessão da medalha é associada com a Caird Lecture, uma palestra pública apresentada pelo recipiente da medalha, que é normalmente publicada após sua apresentação.

### Medalhistas Caird
- 1984 Eric McKee
- 1985 Michael Strang Robinson
- 1987 Jules van Beylen
- 1989 C. R. Boxer
- 1990 Helen Wallis

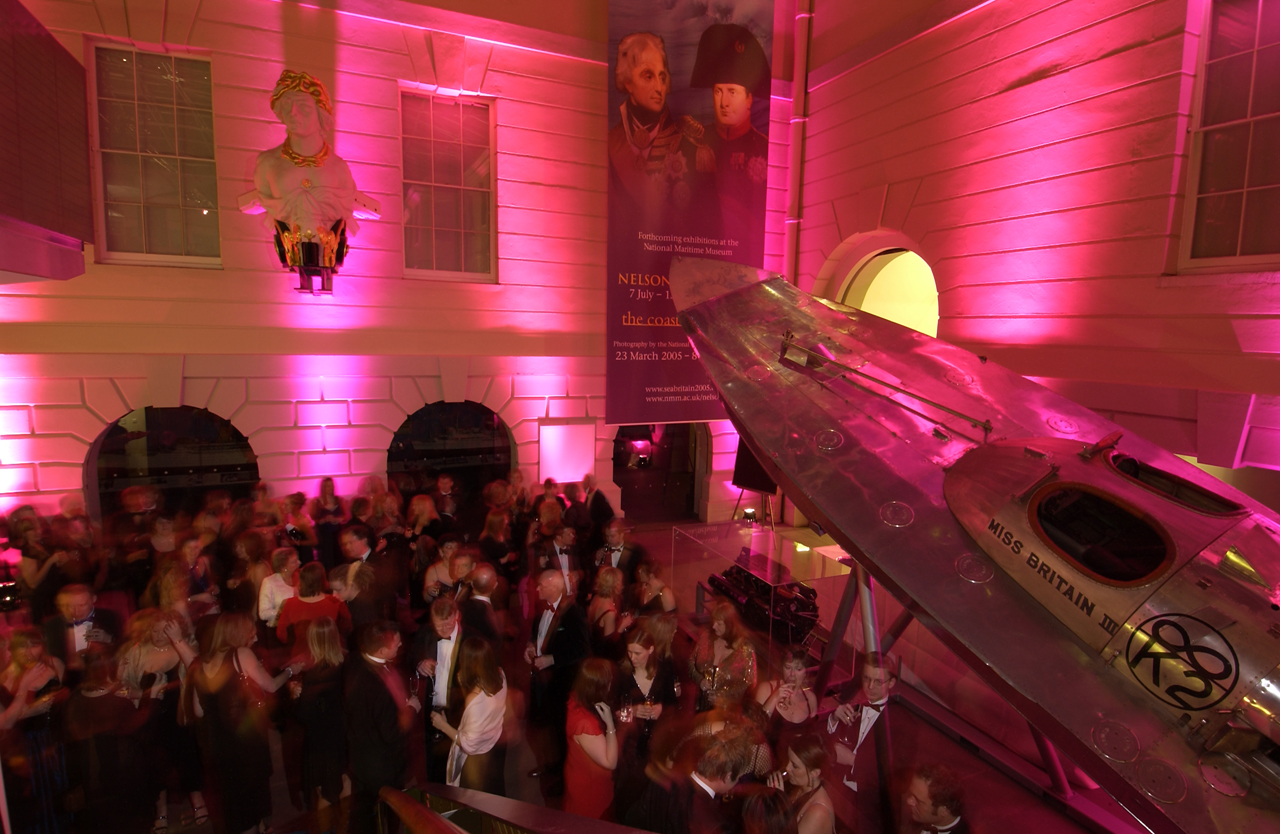
Interior do museu

- 1991 John Francis Coates e John Sinclair Morrison
- 1992 Richard Ollard
- 1993 Gerard L. E. Turner
- 1994 Glyndwr Williams
- 1995 Margaret Rule
- 1996 John de Courcy Ireland
- 1997 Felipe Fernández-Armesto
- 1998 Elly Dekker
- 1999 Elisabeth Mann-Borgese
- 2000 John Hattendorf
- 2002 Robert Ballard
- 2004 David Attenborough
- 2005 Paul Kennedy
- 2006 David Armitage
- 2007 Martin Rees
- 2010 Willem Fredrik Jacob Mörzer Bruyns
- 2011 Daniel Albert Baugh
- 2014 Roger John Beckett Knight[2]

## Acervo

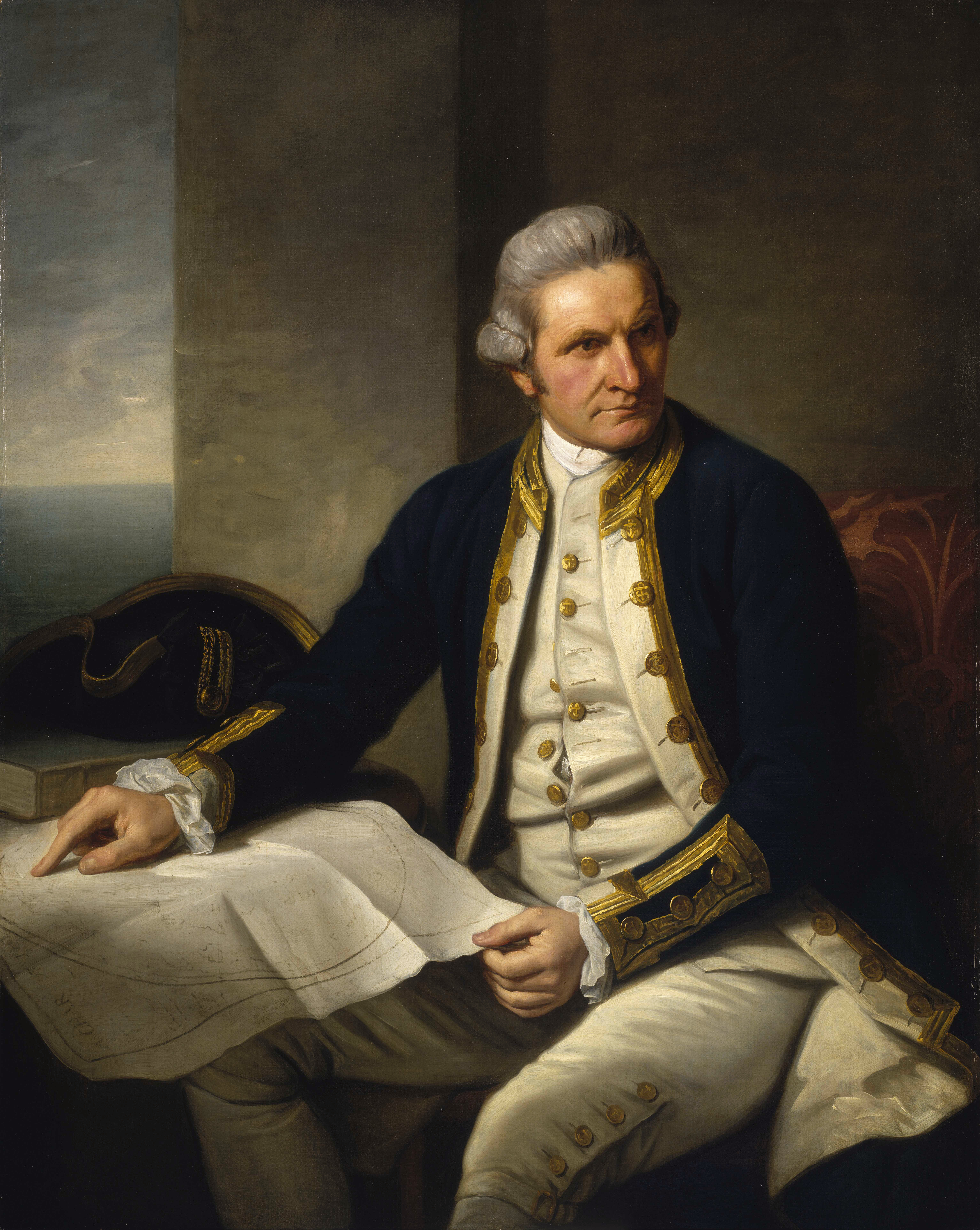
Retrato do capitão James Cook, por Nathaniel Dance-Holland
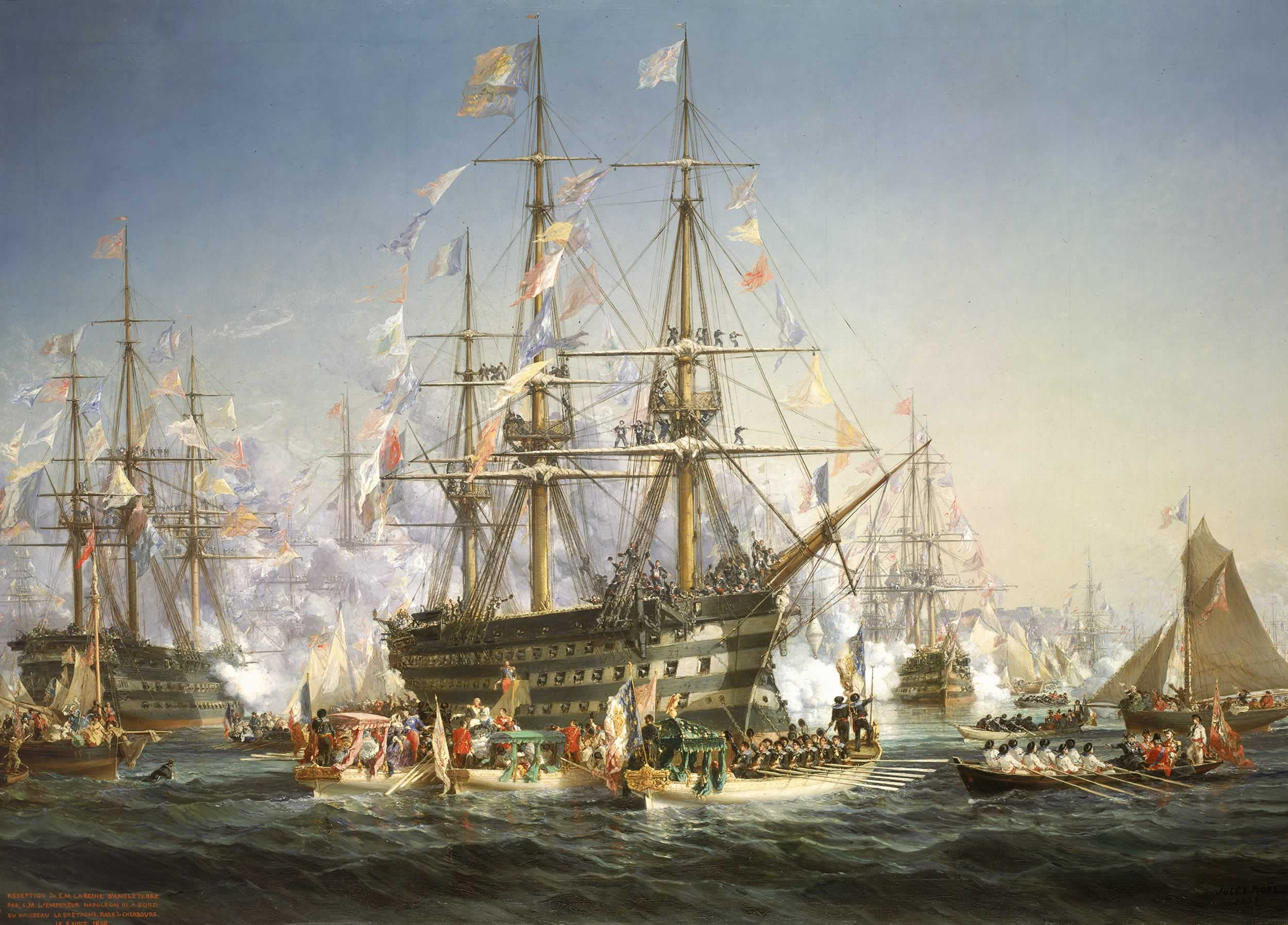
Pintura do navio The Bretagne, por Jules Achille Noël
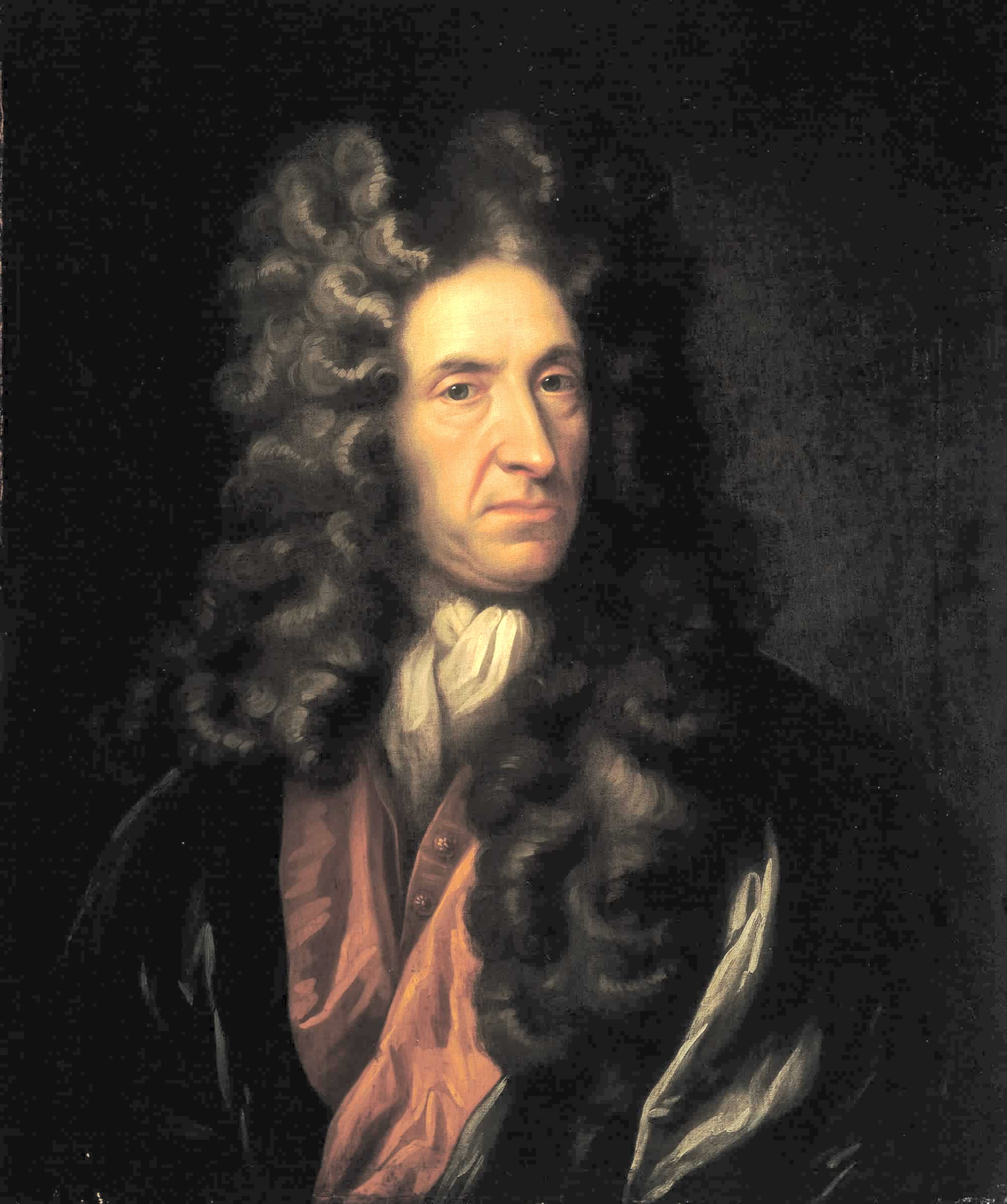
Retrato de Daniel Defoe, autor desconhecido
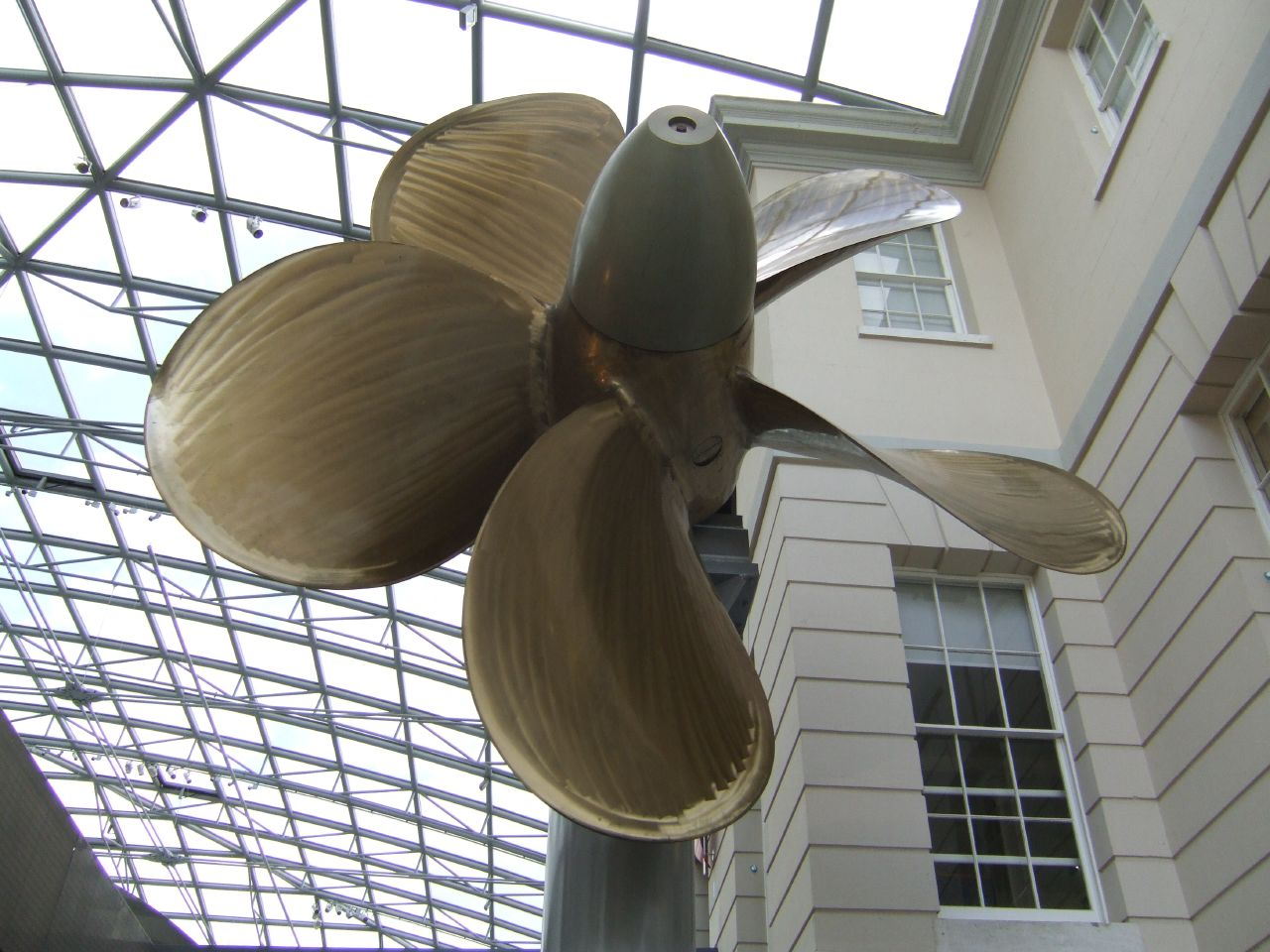
Antiga hélice